# Moltkia
Moltkia é um gênero de plantas pertencente à família Boraginaceae
- Commons
- Wikispecies

## Distribuição
E encontrada na Europa e no Oriente médio

## Espécies
- Moltkia angustifolia

- Moltkia aurea
- Moltkia coerulea
- Moltkia gypsacea
- Moltkia × kemalpaschii
- Moltkia petraea
- Moltkia suffruticosa
- Moltkia x intermedia[1][2]